# Физический институт имени П. Н. Лебедева РАН
Физи́ческий институ́т имени П. Н. Ле́бедева РАН (до 1991 года — АН СССР) — один из крупнейших и старейших научно-исследовательских центров России. Его научная тематика охватывает практически все основные направления физики. Институт состоит из шести отделений, приравненных в основных направлениях к научно-исследовательским институтам РАН.
Полное название — Федеральное государственное бюджетное учреждение науки Физический институт им. П. Н. Лебедева Российской академии наук.
В 2022 году институт был включен в санкционные списки всех стран Евросоюза и США на фоне вторжения России на Украину.

## История

### XVIII век — начало XX века
Учреждённая в XVIII веке в рамках Академии наук Кафедра физики в Санкт-Петербурге была единственным центром развития отечественной физики. Кафедра располагала хорошо оборудованным Физическим кабинетом, с которым были связаны все основные экспериментальные исследования, проводившиеся тогда в Академии. Одновременно Физический кабинет служил базой для чтения первых в России курсов физики. Годом основания Физического кабинета принято считать 1724 — год учреждения Академии наук, но его история началась раньше. Материальной основой Кабинета послужили собранные в Кунсткамере к моменту её открытия в 1714 году различные физические приборы, машины и инструменты, поиск и приобретение которых производились по указанию Петра I после его поездки в Европу. Пополнялась Кунсткамера также приборами, изготовленными отечественными мастерами.
Начиная с 1741 года, в Физическом кабинете проводил опыты М. В. Ломоносов. В своих публичных лекциях по физике он также опирался на Физический кабинет. В 1747 году в Кунсткамере был пожар, значительно пострадал и Физический кабинет, но уже в начале 1748 года Кабинету было предоставлено дополнительное помещение. Благодаря стараниям директора Георга Рихмана и поддержке Ломоносова в начале 1750-х годов Физический кабинет стал первым в России центром исследований по экспериментальной физике и координатором работы учебно-педагогических учреждений.
После упадка Кабинета в конце XVIII века новую страницу в его истории открыл Георг Фридрих Паррот. Приняв руководство, он с большой энергией взялся за реорганизацию Кабинета и добился в 1828 году его перевода из Кунсткамеры в Главное здание Академии, где Физический кабинет (впоследствии получивший статус Физической лаборатории, затем превратившейся в институт) помещался до перевода Академии наук из С.-Петербурга в Москву в 1934 году.
В начале 1894 года заведование Физическим кабинетом было поручено знаменитому сейсмологу Б. Б. Голицыну. Ко времени его прихода в Кабинет там уже никто не работал. Голицын привёл Кабинет в порядок, пополнил его приборами. Под началом этого учёного в 1912 году Кабинет превратился в Физическую лабораторию, просуществовавшую до 1921 года.

### После революции
В период, последовавший за Октябрьской революцией Лаборатория переживала не лучшие времена, пока в 1921 году она не объединилась с Математическим кабинетом Академии наук в единый Физико-математический институт. Его директором стал академик В. А. Стеклов. Институт состоял из трёх отделов: Физического, Математического и Сейсмического (в 1928 году он был выделен в самостоятельный институт). В 1932 году директором Физического отдела стал академик С. И. Вавилов.
Официальной датой создания Физического института Академии наук СССР считается 28 апреля 1934 года, когда общее собрание Академии наук СССР приняло постановление о разделении Физико-математического института на два института: Математический и Физический. Летом 1934 года оба института вместе с Академией наук переехали в Москву, заняв здание на Миусской площади, построенное ещё в 1912—1916 годах на пожертвования Лидии Алексеевны Шанявской для постройки Физического Института, который должен был возглавить Пётр Николаевич Лебедев. 18 декабря 1934 года Физическому институту было присвоено имя П. Н. Лебедева.
Трансформация Физического отдела Физико-математического института в Физический институт Академии наук символизировало соединение старой петербургской академической физики с более молодой московской университетской. Немалую роль в этом сыграла и дружба Б. Б. Голицына и П. Н. Лебедева, зародившаяся ещё в дни их учёбы в Страсбургском университете и продолжавшаяся вплоть до смерти П. Н. Лебедева. Таким образом, новый Физический институт объединил в себе традиции голицынской и лебедевской научных школ. Возглавил Физический институт С. И. Вавилов — ученик П. П. Лазарева (ассистента и ближайшего помощника П. Н. Лебедева).
Хотя специальностью С. И. Вавилова была физическая оптика, круг его научных интересов был намного шире. В частности, он осознавал важность быстро развивающейся в то время физики атомного ядра и необходимость поддержки «новой физики», возникшей в начале XX века — теории относительности и квантовой механики. Он также ясно представлял, что для современной физики теория не менее важна, чем эксперимент, и что эти две части физической науки неразрывно связаны между собой. С. И. Вавилов поставил цель создать «полифизический» институт, в котором сочетались бы основные направления современной физики, диктуемые логикой развития науки, и при этом каждое направление возглавлялось бы первоклассным специалистом.
Вскоре здесь появилась Лаборатория атомного ядра, которую возглавил Д. В. Скобельцын; Лаборатория физики колебаний под руководством Н. Д. Папалекси; Лаборатория физической оптики (Г. С. Ландсберг); Лаборатория люминесценции (С. И. Вавилов); Лаборатория спектрального анализа (С. Л. Мандельштам), Лаборатория физики диэлектриков (Б. М. Вул); Лаборатория теоретической физики (И. Е. Тамм); Лаборатория акустики (Н. Н. Андреев). С 1934 по 1937 год в состав Института входила также Лаборатория поверхностных явлений, которой руководил П. А. Ребиндер.

### Великая Отечественная война
После начала Великой Отечественной войны Физический институт переехал из Москвы в Казань и до своей реэвакуации осенью 1943 года располагался в помещении Физического практикума Казанского университета. Практически вся работа института была подчинена военной тематике. Лаборатория люминесценции разработала и внедрила в производство светящиеся составы для авиационных приборов и инфракрасные бинокли. Лаборатория атомного ядра предложила военной промышленности рентгеноскопические приборы для контроля клапанов авиационных двигателей и гамма-толщиномеры для проверки качества стволов орудий. В Лаборатории диэлектриков научились готовить высокопрочную температурно-стабильную керамику для радиоконденсаторов и передали её технологию промышленности. Фактически эти работы заложили основы отечественного производства керамических конденсаторов. Найденные методы металлизации бумаги также были использованы промышленностью для изготовления бумажных конденсаторов.
Акустики ФИАН работали по заданию Военно-морского флота на Чёрном и Балтийском морях, дистанционно обезвреживая бесконтактные акустические мины. Теоретики ФИАН разработали электродинамическую теорию слоистых магнитных антенных сердечников и теорию распространения радиоволн вдоль реальной земной поверхности, которая позволила с высокой точностью определять положение наземных и надводных объектов.
Специалисты по колебаниям создали новые типы чувствительных самолётных антенн. Оптическая лаборатория передала металлургическим, авиационным и танковым заводам экспресс-методы и переносные приборы (стилоскопы) для спектрального анализа состава сталей и сплавов. Госпитали получили новый стереоскопический прибор для анализа рентгеновских снимков.
По возвращении ФИАН осенью 1943 года в Москву начался переход от военно-прикладных исследований к фундаментальным. Регулярно заработал теоретический семинар под руководством И. Е. Тамма. В 1944 году В. И. Векслером был предложен, а Е. Л. Фейнбергом теоретически обоснован т. н. принцип автофазировки ускоренных релятивистских заряженных частиц, сделавший возможным создание современных ускорителей высокой энергии. В тот период ускорительная тематика стала основной «точкой роста» ФИАН. Были последовательно введены в строй электронные синхротроны и протонный ускоритель, который стал моделью будущего Дубнинского синхрофазотрона и позднее был преобразован в электронный синхротрон. После этого в ФИАН начались интенсивные исследования фотоядерных и фотомезонных процессов.

### Послевоенные годы
В послевоенное время были продолжены эксперименты с космическими лучами — тогда единственным источником частиц очень высокой энергии. Интерес к подобным исследованиям усилился в связи с Советским атомным проектом. Ещё в 1944 году состоялась первая Памирская экспедиция, возглавленная В. И. Векслером. К 1947 году на Памире была сооружена высокогорная научная станция ФИАН по изучению космических лучей. Эти исследования ознаменовались выдающимися результатами — открытием ядерно-каскадного процесса, вызываемого первичными космическими частицами в атмосфере Земли. В 1946 году под Москвой была основана Долгопрудненская научная станция под руководством С. Н. Вернова для высотного мониторинга космических лучей. По инициативе С. И. Вавилова, стремившегося сосредоточить исследования космических лучей в рамках единого института, в 1951 году в ФИАН из Института физических проблем была переведена лаборатория, руководимая А. И. Алиханьяном, которая занималась изучением состава и спектров космического излучения на высокогорной станции «Арагац» в Армении.
В 1946 году теоретики ФИАН В. Л. Гинзбург и И. М. Франк «на кончике пера» открыли переходное излучение заряженных частиц, пересекающих границу двух разнородных сред. Предсказанное переходное излучение было экспериментально обнаружено А. Е. Чудаковым в 1955 году. В дальнейшем это явление активно изучалось в Лаборатории элементарных частиц в ФИАНе с целью создания на его базе детектора для физики высоких энергий.
В начале 1950-х годов теоретики И. Е. Тамм, А. Д. Сахаров, В. Л. Гинзбург, В. И. Ритус, Ю. А. Романов сыграли важнейшую роль в разработке ядерного щита страны — термоядерного оружия.
В 1951 году ФИАН переехал в новое здание на Ленинском проспекте, которое он занимает и в настоящее время.
В 1967 году Физический институт был награждён орденом Ленина.

## Состав и структура
Сегодня коллектив института насчитывает около 1600 человек; из них 800 научных сотрудников, в том числе 24 члена РАН, около 200 докторов и более 400 кандидатов наук. Институт имеет филиалы в Троицке, Самаре, Протвино, в Республике Казахстан неподалёку от г. Алма-Ата, радиоастрономическую обсерваторию в городе Пущино и лабораторию в Долгопрудном.
Ежегодно научными сотрудниками ФИАН публикуется около 20 монографий, примерно 1500 статей в российских и зарубежных журналах, докладов на конференциях.
Отделения ФИАН:
- Астрокосмический центр
- Отделение квантовой радиофизики им. Н. Г. Басова
- Отделение оптики
- Отделение теоретической физики им. И. Е. Тамма
- Отделение физики твердого тела
- Отделение ядерной физики и астрофизики

Приказом директора ФИАН № 230 от 29.06.2017 на базе Отдела высокотемпературной сверхпроводимости и наноструктур был создан
Центр высокотемпературной сверхпроводимости и квантовых материалов им. В. Л. Гинзбурга (руководитель доктор ф.-м.н., чл.-корр. РАН В. М. Пудалов).

## Сотрудники института

### Директора
- академик С. И. Вавилов (1934—1951).
- академик Д. В. Скобельцын (1951—1972).
- академик Н. Г. Басов (1973—1988).
- академик Л. В. Келдыш (1989—1994).
- академик О. Н. Крохин (1994—2004).
- академик Г. А. Месяц (2004—2015).
- академик Н. Н. Колачевский (с 2015)[5][6]

### Сотрудники — нобелевские лауреаты
- 1958 — академики П. А. Черенков, И. Е. Тамм, И. М. Франк — «За открытие и истолкование эффекта Вавилова-Черенкова»
- 1964 — академики Н. Г. Басов, А. М. Прохоров — «За фундаментальную работу в области квантовой электроники, которая привела к созданию генераторов и усилителей, основанных на лазерно-мазерном принципе»
- 1975 — академик А. Д. Сахаров — Премия мира «За бесстрашную поддержку фундаментальных принципов мира между людьми и за мужественную борьбу со злоупотреблением властью и любыми формами подавления человеческого достоинства»
- 2003 — академик В. Л. Гинзбург — «За пионерский вклад в теорию сверхпроводимости и сверхтекучести»

### Упомянутые в Википедии
- Категория:Сотрудники ФИАН

## Основные результаты исследований сотрудников института
- Формула Лёвшина — Перрена (1925) — В. Л. Лёвшин
- Рассеяние Мандельштама — Бриллюэна (1926) — Л. И. Мандельштам
- Метод Хартри — Фока (1928—1930) — В. А. Фок и Д. Хартри
- Уровни Тамма (1932) — И. Е. Тамм
- Эффект Вавилова — Черенкова (1934) — С. И. Вавилов, П. А. Черенков
- Принцип автофазировки (1944) — В. И. Векслер и Э. Макмиллан
- Теория Гинзбурга — Ландау (1950) — В. Л. Гинзбург и Л. Д. Ландау
- Эффект Франца — Келдыша (1958) — Л. В. Келдыш и В. Франц[англ.]
- Самофокусировка (1961) — Г.А. Аскарьян
- Формализм Швингера — Келдыша — Л. В. Келдыш и Дж. Швингер

## Наиболее значительные работы ФИАН
Среди научных отделений ФИАН (в основном чётко ориентированных тематически) выделяется Отделение теоретической физики, сотрудники которого работают практически во всех областях физики. В работах ветерана Отделения, нобелевского лауреата В. Л. Гинзбурга предсказано существование термоэлектрических явлений в сверхпроводниках, развита феноменологическая теория сегнетоэлектрических явлений, создана феноменологическая теория сверхпроводимости и сверхтекучести жидкого гелия, разработана теория распространения радиоволн в плазме — таков далеко не полный перечень результатов, полученных одним человеком.
Сотрудники Отделения занимаются фундаментальными вопросами квантовой теории поля и теории суперструн. В частности, в рамках этого направления развита функциональная формулировка квантовой теории поля и квантовой статистики (Е. С. Фрадкин). Построены универсальные методы квантования калибровочных теорий (И. А. Баталин, Г. А. Вилковыский, И. В. Тютин, Е. С. Фрадкин). Развита теория калибровочных полей высших спинов (Е. С. Фрадкин, М. А. Васильев).
В конце 1950 — начале 1960-х годов Л. В. Келдыш выполнил серию фундаментальных работ по межзонному упругому и неупругому туннелированию носителей в полупроводниках, что сразу принесло ему мировую известность. Л. В. Келдыш впервые предложил использовать пространственно-периодические поля для формирования искусственных спектров кристаллов из-за вызванных такими полями дополнительных брегговских отражений. В дальнейшем эта идея реализовалась в создании искусственных сверхрешёток. Одно из предсказанных им явлений — сдвиг края поглощения в кристаллах в электрическом поле — назвали «эффект Франца-Келдыша». Большое значение для лазерной физики имела разработанная Л. В. Келдышем теория многофотонной ионизации атомов в поле интенсивной электромагнитной волны.
В 2001—2010 годах в Лаборатории рентгеновской астрономии Солнца Отделения оптики ФИАН выполнен цикл работ по космическим исследованиям активных процессов на Солнце в максимуме и на фазе спада солнечной активности. Исследования проводились с помощью разработанных в Лаборатории комплексов аппаратуры СПИРИТ и ТЕСИС, работавших на борту солнечных обсерваторий серии КОРОНАС. Многие приборы в составе этих комплексов до сих пор не имеют аналогов в солнечной рентгеновской астрономии. Всего на Землю в результате проведённых экспериментов поступило более миллиона новых изображений и спектров Солнца, а также несколько десятков часов видеоматериалов.
ФИАН выполняет большой объём экспериментальных работ в ЦЕРН на Большом адронном коллайдере. ATLAS — один из двух самых крупных экспериментов на БАК, которые нацелены на изучение фундаментальных свойства материи при сверхвысоких энергиях. Для эксперимента ATLAS сотрудниками ФИАН в сотрудничестве с другими российскими и зарубежными группами создан трековый детектор переходного излучения TRT.
Разработанный группой сотрудников ФИАН Полностью АВтоматизированный Измерительный КОМплекс (ПАВИКОМ) используется для высокотехнологичной обработки данных, получаемых в экспериментах с использованием эмульсионных и твердотельных трековых детекторов, в ядерной физике, физике космических лучей и физике высоких энергий. По своим возможностям он не имеет аналогов в России и применяется в экспериментальной работе не только ФИАН, но и других российских лабораторий и институтов. ПАВИКОМ официально аккредитован как участник международного эксперимента OPERA. Кроме того, по инициативе В. Л. Гинзбурга были начаты исследования по поиску высокоэнергичных ядер сверхтяжёлых элементов в составе космических лучей. Это направление исследований принадлежит к числу наиболее значимых и актуальных задач современной ядерной физики и астрофизики. В настоящее время выполняются исследования треков ядер в кристаллах оливина из метеоритов.
В ФИАН был успешно реализован крупный космический проект «Радиоастрон». Также разрабатываются проекты космических телескопов «Миллиметрон» и «Гамма-400».

## Формирование новых научных учреждений на основе научных подразделений и кадров ФИАН
- 1937 — Коллоидно-электрохимический институт (П. А. Ребиндер).
- 1946 — Научно-исследовательский институт ядерной физики МГУ (Д. В. Скобельцын).
- 1946 — Радиотехническая лаборатория АН СССР (А. Л. Минц), с 1957 г. — Радиотехнический институт АН СССР.
- 1947 — Обнинская научно-исследовательская лаборатория (Д. И. Блохинцев), в 1950 г. преобразована в Физико-энергетический институт.
- 1951 — Лаборатория высоких энергий Объединённого института ядерных исследований (г. Дубна; В. И. Векслер).
- 1953 — Акустический институт АН СССР (Н. Н. Андреев, Л. М. Бреховских).
- 1956 — Лаборатория нейтронной физики Объединённого института ядерных исследований (г. Дубна; И. М. Франк).
- 1962 — Институт полупроводников Сибирского отделения АН СССР (А. В. Ржанов).
- 1968 — Институт спектроскопии АН СССР (С. Л. Мандельштам).
- 1970 — Институт ядерных исследований АН СССР (А. Н. Тавхелидзе).
- 1982 — Институт общей физики АН СССР (А. М. Прохоров)
- 1992 — Крымская лазерная обсерватория (Ю. Л. Кокурин)

## ФИАН в кинематографе
- В 2021 году вышел документальный фильм Мишик Казарян: путь Искателя (2021). www.youtube.com. Дата обращения: 28 августа 2021. о жизни профессора Мишика Казаряна, сотрудника ФИАН, лауреата Государственной премии СССР в области науки и техники «за разработку импульсных лазеров на парах металлов и на их основе оптических систем с усилителями яркости». Фильм также позволяет погрузиться в творческую ауру, царившую в ФИАН с конца 1960-х.